# La stazione (film 1952)
La stazione è un film del 1952 diretto da Valerio Zurlini.
Non c'è una trama vera e propria della pellicola, che vuole essere semplicemente la rappresentazione agli occhi di un comune osservatore della vita che si svolge all'interno della appena inaugurata Stazione Termini di Roma che agli inizi degli anni cinquanta, quando l'Italia, dopo le rovine lasciate dalla guerra, era nella fase della ricostruzione. La stazione nelle sue moderne linee architettoniche rappresentava la nascita di uno spirito nuovo, di una nuova età della storia italiana e non a caso fu spesso oggetto di narrazioni cinematografiche e letterarie.
La stessa operosa attività che caratterizzava il popolo italiano in quel periodo Zurlini la vede simboleggiata nelle strutture ferroviarie e nella varia umanità che alle prime luci dell'alba attende tranquillamente di partire nella galleria monumentale della stazione dove si aggirano gli immutabili personaggi di militari, di suore, di ansiosi viaggiatori immersi in un clima sospeso, rotto alla fine, come una liberazione, dall'arrivo del treno.
Il documentario, che «...fu il primo esempio in assoluto di cinema verità, in anticipo di molti anni sulla nascita di questo stile»,, anticipa di poco il film Stazione Termini di Vittorio De Sica, una produzione americana alla maniera hollywoodiana che si scontrava con lo stile neorealista del regista. Il film, come ha dichiarato lo stesso Zurlini, non ha niente in comune, se non il luogo delle riprese, con il suo documentario, con cui egli voleva definire «quella fase di passaggio...e di conflitti tra vecchio e nuovo nel cinema, nel costume e nella psicologia sociale».